# Сонячний провулок (Житомир)
Сонячний провулок — провулок у Корольовському районі міста Житомира.

## Характеристики
Розташований у Старому місті, розпланованому на теренах історичної місцевості Путятинка. З'єднує вулицю Святослава Ріхтера із вулицею Шевченка. Довжина — 290 м. Забудова провулка — садибна житлова. 

## Історія
Провулок прорізаний у 1950-х роках у ході ущільнення забудови кварталу, сформованого до початку ХХ століття та обмеженого прокладеними згідно з генеральними планами вулицями Монастирською (нині Шевченка), Базарною (нині Святослава Ріхтера), Провіантською (нині Довженка) та Крошенською (нині Князів Острозьких).
Провулок утворений в результаті об'єднання двох провулків: 1-го Сонячного (що брав початок від нинішньої вулиці Святослава Ріхтера) та 2-го Сонячного (що брав початок від вулиці Шевченка). У 1958 році обидва провулки об'єднано та присвоєно чинну назву.